# Tecpaco
Tecpaco es una localidad de México perteneciente al municipio de Calnali en el estado de Hidalgo.

## Toponimia
Del náhuatl: Tecpatl, pedernal, co, lugar: “Lugar de pedernal”.

## Geografía
A la localidad le corresponden las coordenadas geográficas 20° 55’ 50.071” de latitud norte y 98° 35’ 29.666” de longitud oeste, con una altitud de 1309 m s. n. m. Se encuentra a una distancia aproximada de 11.59 kilómetros al norte de la cabecera municipal, Calnali.
En cuanto a fisiografía se encuentra dentro de las provincia de la Sierra Madre Oriental, dentro de la subprovincia del Carso Huasteco; su terreno es de sierra. En lo que respecta a la hidrografía se encuentra posicionado en la región Panuco, dentro de la cuenca del río Moctezuma, en la subcuenca del río Los Hules. Cuenta con un clima semicálido húmedo con lluvias todo el año.

## Demografía
En 2020 registró una población de 591 personas, lo que corresponde al 3.66 % de la población municipal. De los cuales 293 son hombres y 298 son mujeres. Tiene 165 viviendas particulares habitadas.
| Gráfica de evolución demográfica de Tecpaco entre 1900 y 2020                                |
|                                                                                              |
| Población de los censos y conteos del Instituto Nacional de Estadística y Geografía (INEGI). |

## Economía
La localidad tiene un grado de marginación alto y un grado de rezago social medio.